# Interessengemeinschaft
Eine Interessengemeinschaft (IG) ist ein vertraglicher Zusammenschluss verschiedener Personen oder Unternehmen auf Grundlage eines gemeinsamen Interesses. Es handelt sich um einen Oberbegriff; so können ein Verein (z. B. Musikverein oder Sportverein), ein Berufsverband, ein Kartell oder auch eine Gemeinnützige Organisation eine Interessengemeinschaft darstellen. Dies gilt auch für lose Zusammenschlüsse wie beispielsweise Musikprojekte oder Bürgerinitiativen.
Um eine Interessengemeinschaft auf juristischer Ebene zu vertreten, kann eine Interessensvertretung ihre Interessen wahrnehmen. Die Interessenvertretung ist ausschließlich dann mit einer Interessengemeinschaft gleichzusetzen, wenn sämtliche Mitglieder der Interessengemeinschaft die Interessenvertretung bilden. In der Regel ist die Interessengemeinschaft aber viel größer als die Vertretung, da sie die gesamte Gemeinschaft umfasst. Es wäre auch schwer vorstellbar, dass eine Interessengemeinschaft, die aus mehreren Tausend Mitgliedern bestehen kann, als Gesamtheit vor Gericht auftritt; dazu würde eine Interessenvertretung (aus wenigen Personen) aufgeboten, die die Interessengemeinschaft vertritt und deren Interessen wahrt.
Interessengemeinschaften sind oft in Form einer Gesellschaft bürgerlichen Rechts (GbR) bzw. einer Einfachen Gesellschaft (Schweiz) organisiert, allerdings als Innengesellschaft.